# Podenzana
Podenzana är en ort och kommun i provinsen Massa-Carrara i regionen Toscana i Italien. Kommunen hade 2 140 invånare (2018).